# Sarah Freutel
Sarah Freutel (* 11. Juli 1992 in Essen) ist eine deutsche Fußballspielerin. Die Mittelfeldspielerin ist seit Juli 2024 Vertragsspielerin des VfL Bochum.

## Karriere
Sarah Freutel begann ihre Karriere beim FSV Kettwig. Von dort wechselte sie zur Saison 2005/06 weiter zur SG Essen-Schönebeck und spielte in diversen Jugendmannschaften. Ihren ersten Einsatz in der Bundesligamannschaft bestritt sie am 21. Februar 2009 beim 2:2 gegen die Frauen des FC Bayern München als Einwechselspielerin. Im Sommer 2019 beendete sie zunächst ihre Karriere. Nach drei Jahren Pause vom Leistungsfußball unterschrieb sie im August 2022 beim Bundesliga-Aufsteiger MSV Duisburg. Infolge des Abstiegs des MSV und des Rückzugs aus dem Profifußball im Sommer 2024 wurden die Verträge der Spielerinnen aufgelöst. Im Sommer 2024 wechselte sie zum Zweitliga-Aufsteiger VfL Bochum.

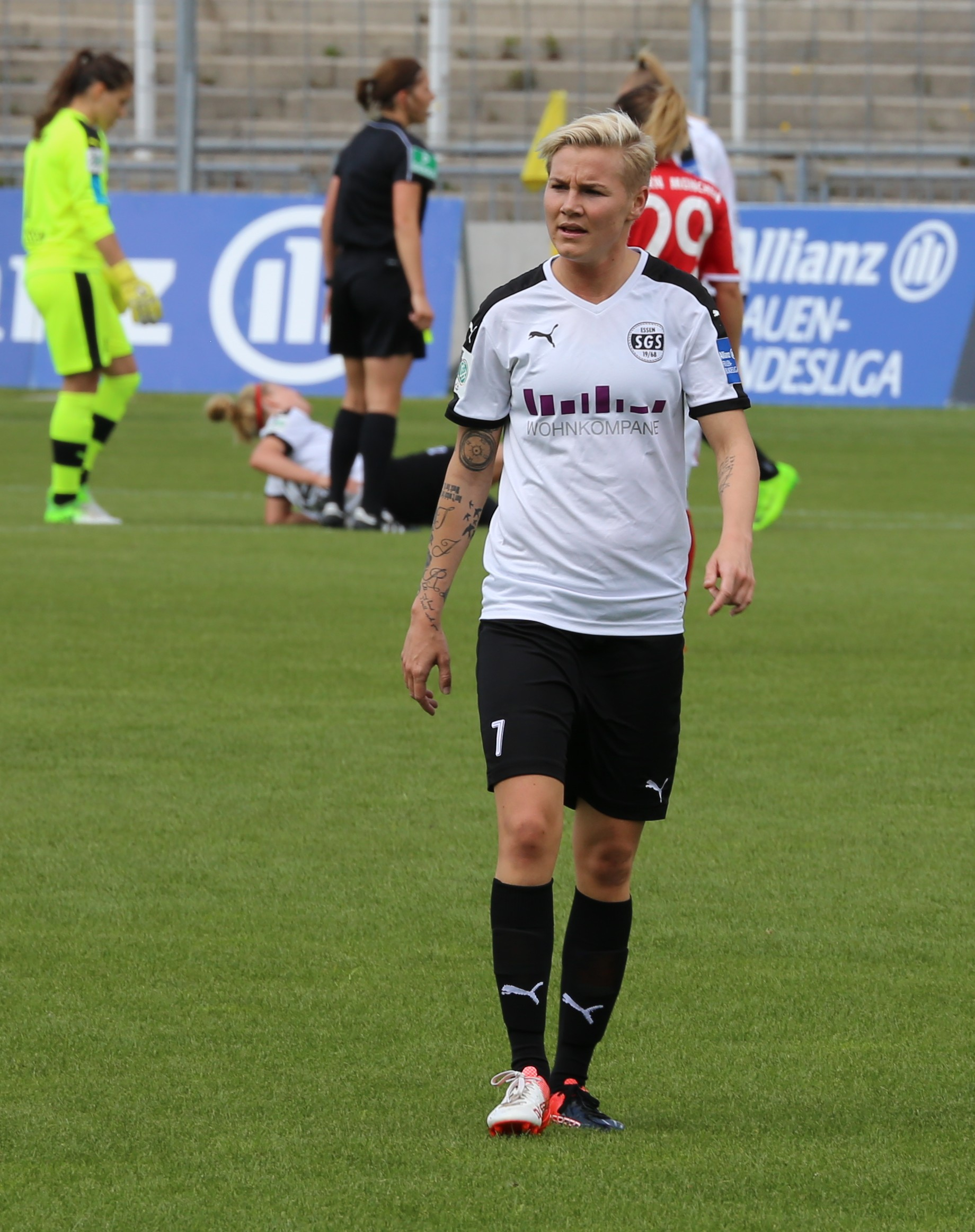
Im Bundesligaspiel FC Bayern München vs. SGS Essen am 21. Mai 2017

## Sonstiges
Sarah Freutel legte 2013 das Abitur am Theodor-Heuss Gymnasium in Essen-Kettwig ab.